# Feuerkogel (Höllengebirge)
Der Feuerkogel ist ein 1592 m ü. A. hoher Berg westlich von Ebensee am Traunsee in Oberösterreich. Er bildet den östlichen Abschluss des zwischen Attersee und Traunsee verlaufenden Höllengebirges und überragt das Südufer des Traunsees. Das Höllengebirge gehört zu den nördlichen Kalkalpen.

## Tourismus
Bereits seit 1927 führt von Ebensee aus die Feuerkogelseilbahn auf den Berg zum Berghotel Feuerkogel. Dies erspart den Aufstieg und erleichtert damit Touren auf den Großen Höllkogel oder die Höllengebirgsüberquerung zum Hochleckenhaus, mit der Zwischenstation Rieder Hütte.
Bereits im Jahre 1936 gab es einen der ersten Skilifte Österreichs, den „Stangenlift“ für ca. 8 Personen, unweit unterhalb der Schanzhütte gelegen.
Heute jedoch erschließen im Winter Liftanlagen insgesamt 12 Kilometer an Skipisten. Eine sehr anspruchsvolle 6 km lange unpräparierte Talabfahrt führt vom Berg direkt ins Ortsgebiet von Ebensee hinunter. 2008 startete der Projekt "Feuerkogel Neu" mit dem Neubau der Schlepplifte Hoamadgupf und Edltal. Des Weiteren wurde in ein modernes Ticketsystem und ein neues Pistengerät investiert. 2009 begannen die Bauarbeiten für den 14,6 Millionen schweren Hauptteil des Projekts, das einen Abriss des 2er Sessellift Gsoll und des Schlepplifts Grubersunk, sowie eine Verlängerung bzw. Erstellung einer komplett neuen familienfreundlicheren Abfahrt sowohl in das Gsoll als auch in den Grubersunk vorsah. Als Ersatz der abgerissenen Anlagen sollte eine 8er Gondelbahn ins Gsoll und eine 6er Sesselbahn in den Grubersunk dienen. Zum Bau der Anlagen baute man im selben Jahr eine Zufahrtsstraße über den Mühlleitengraben. Im Sommer 2015 errichtete man eine Beschneiungsanlage auf den Hauptpisten Gsoll, Grubersunk und Feuerkogel.

## Veranstaltungen
Seit 2001 findet in der zweiten Märzhälfte ein Nostalgiefest mit einem Schirennen mit traditioneller Schiausrüstung statt.  Insbesondere wurde 2007 aus Anlass des 80. Geburtstages der Seilbahn am 3. und 4. März ein großes Fest und ein traditionelles Nostalgierennen abgehalten. Am 17. März wurde beim Freeride-Event der „King of Kogl“ gekürt. Am 31. März fand das Saukopfspringen statt.
Sportlicher Höhepunkt ist jährlich im August der Berglauf auf den Feuerkogel. Der Feuerkogel-Berglauf gehört in Österreich zu den Bergläufen mit den meisten Teilnehmern. Im Jahr 1997 wurden die Berglauf-Europameisterschaften veranstaltet. Heute zählt der Lauf zur Grand Prix-Berglaufserie des Internationalen Leichtathletikverbandes (IAAF).

## Windmessungen auf dem Feuerkogel
In der Nähe des Gipfels des Feuerkogels steht in 1620 m Höhe eine Wetterstation der ZAMG/Geosphere. Dort wurde am 26. Dezember 1999 während des Orkan Lothar eine Windgeschwindigkeit von 218 km/h gemessen. Durch die aus Nordwesten ausgesetzte Lage werden von dieser Wetterstation bei atlantischen Stürmen immer wieder Rekordwerte gemessen. So wurde im Januar 2007 während des Orkans Kyrill auf dem Feuerkogel der zweithöchste Wert in Österreich von 207 km/h gemessen.

## Klima
|                        | Jan  | Feb  | Mär  | Apr  | Mai  | Jun  | Jul  | Aug  | Sep  | Okt  | Nov  | Dez  |   |      |
| Mittl. Temperatur (°C) | −4,2 | −4,6 | −2,0 | 1,6  | 6,9  | 9,4  | 11,7 | 11,5 | 8,0  | 5,2  | −0,3 | −3,4 | ⌀ | 3,4  |
| Mittl. Tagesmax. (°C)  | 0,1  | −0,7 | 1,4  | 5,0  | 10,3 | 13,1 | 15,5 | 15,2 | 11,7 | 9,1  | 3,7  | 0,7  | ⌀ | 7,1  |
| Mittl. Tagesmin. (°C)  | −5,8 | −6,3 | −4,1 | −0,8 | 3,9  | 6,6  | 8,8  | 9,0  | 5,8  | 3,0  | −2,1 | −4,9 | ⌀ | 1,1  |
|                        |      |      |      |      |      |      |      |      |      |      |      |      |   |      |
| Niederschlag (mm)      | 127  | 118  | 171  | 120  | 164  | 218  | 246  | 228  | 184  | 130  | 148  | 160  | Σ | 2014 |
|                        |      |      |      |      |      |      |      |      |      |      |      |      |   |      |
| Luftfeuchtigkeit (%)   | 69,4 | 73,1 | 77,1 | 74,8 | 75,7 | 79,4 | 77,9 | 79,3 | 78,9 | 70,5 | 72,6 | 71,8 | ⌀ | 75   |

| −5,8 |

| −6,3 |

| −4,1 |

| −0,8 |

| 3,9 |

| 6,6 |

| 8,8 |

| 9,0 |

| 5,8 |

| 3,0 |

| −2,1 |

| −4,9 |

| −5,8 |

| −6,3 |

| −4,1 |

| −0,8 |

| 3,9 |

| 6,6 |

| 8,8 |

| 9,0 |

| 5,8 |

| 3,0 |

| −2,1 |

| −4,9 |

| N i e d e r s c h l a g | 127 | 118 | 171 | 120 | 164 | 218 | 246 | 228 | 184 | 130 | 148 | 160 |
|                         | Jan | Feb | Mär | Apr | Mai | Jun | Jul | Aug | Sep | Okt | Nov | Dez |